# Kevin Young (lekkoatleta)
Kevin Curtis Young (ur. 16 września 1966 w Los Angeles) – amerykański lekkoatleta, mistrz olimpijski, rekordzista świata.
Specjalizował się w biegu na 400 m przez płotki. Rozpoczął karierę międzynarodową na Igrzyskach Dobrej Woli w 1986. Zajął 2. miejsce na Igrzyskach Panamerykańskich w 1987 w Indianapolis. Na Igrzyskach Olimpijskich w 1988 w Seulu zajął w finale 4. miejsce. Takie samo miejsce zajął na Mistrzostwach Świata w 1991 w Tokio.
W 1992 zdobył po raz pierwszy mistrzostwo USA na 400 m przez płotki. Był niepokonany w tej konkurencji aż do Igrzysk Olimpijskich w Barcelonie. Na Igrzyskach nie tylko zdobył złoty medal, ale jako pierwszy człowiek w historii przebiegł dystans poniżej 47 sekund. Jego wynik 46,78 s był rekordem świata do 1 lipca 2021, kiedy to Karsten Warholm w Oslo pokonał ten dystans w czasie 46,70. Został w tym roku Lekkoatletą Roku IAAF oraz Lekkoatletą Roku Track & Field.
W 1993 Young najpierw obronił mistrzostwo USA, a potem został złotym medalistą podczas Mistrzostw Świata w Stuttgarcie.